# سبانغليش (فلم)
سبانغليش (بالإنجليزية: Spanglish)، هو فيلم أمريكي من نوع كوميدي ودراما، أنتج سنة 2004م.

## وصلات خارجية
- الموقع الرسمي
- سبانغليش على موقع IMDb (الإنجليزية)
- سبانغليش على موقع ميتاكريتيك (الإنجليزية)
- سبانغليش على موقع الموسوعة البريطانية (الإنجليزية)
- سبانغليش على موقع روتن توميتوز (الإنجليزية)
- سبانغليش على موقع نتفليكس (الإنجليزية)
- سبانغليش على موقع قاعدة بيانات الأفلام العربية
- سبانغليش على موقع ألو سيني (الفرنسية)
- سبانغليش على موقع Turner Classic Movies (الإنجليزية)
- سبانغليش على موقع أول موفي (الإنجليزية)
- سبانغليش على موقع بوكس أوفيس موجو (الإنجليزية)